# Reiterpass
Der Reiterpass ist ein Reitabzeichen in Österreich, das vom Bundesfachverband für Reiten und Fahren in Österreich (FENA) ausgestellt wird. Im Sinne von §1404 der Österreichischen Turnierordnung (ÖTO) "bescheinigt [der Reiterpass] dem Inhaber, dass er in der Lage ist, ein Pferd im Gelände zu reiten und die entsprechenden Vorschriften beherrscht."

## Prüfung und Voraussetzungen
Die Prüfung zum Reiterpass (sog. "Sonderprüfung") besteht aus drei Teilprüfungen. Erstens muss eine von zwei alternativen Dressuraufgaben (R1, R2) abgelegt und bestanden werden. Zweitens muss eine mindestens 600 Meter lange Geländestrecke mit vier Hindernissen zurückgelegt werden; die Hindernisse müssen mindestens 70 Zentimeter hoch sein und zwei natürliche Hindernisse umfassen. Drittens ist mündlich oder schriftlich eine theoretische Prüfung abzulegen. Die Sonderprüfungen werden von den österreichischen Landesfachverbänden ausgerichtet. Die Anzahl der Prüfungsversuche ist nicht limitiert.
Voraussetzungen für den Erwerb des Reiterpasses sind neben dem Bestehen der Sonderprüfung ein Alter von 8 Jahren bis zum Ende des Prüfungsjahrs (d. h. 31. Dezember) und die Mitgliedschaft in einem Verein, der einem (österreichischen) Landesfachverband angeschlossen ist.
Der Erwerb des Reiterpasses ist Voraussetzung, um das nächsthöhere Reitabzeichen des FENA – die sogenannte Reiternadel – ablegen zu dürfen. Zwischen den beiden Prüfungen muss ein Zeitraum von mindestens sechs Wochen liegen.
Der Reiterpass wird zum Teil als Fähigkeitsnachweis verlangt, um Pferde ausleihen zu dürfen.